# Алабушевское кладбище
Алабушевское кладбище — кладбище, расположенное в промышленной зоне «Алабушево» в Зеленограде. Открыто в 2012 году, общая площадь составляет 34,6 гектаров. Предусматривается захоронение колумбарного и традиционного типов. Одно из четырёх кладбищ Москвы, открытых для свободных захоронений.

## Этимология
Название кладбища произошло от села Алабушево. Согласно одной из версий, оно пошло от прозвища одного из его первых владельцев — Фёдора Алабыша Ярославского. Есть и другая точка зрения: так как село находилось на месте татарского поселения, то его наименование происходит от двух слов «Аллах» и «буше», и означает «Бог, спаси». Также существует мнение, что этот топоним пошёл от тюркского «алабуха», означающее «окунь», или «алапа» — обширные поймы с камышами. Связано это с тем, что село находится в долине реки Сходня.

## Описание
Площадь кладбища составляет 34,6 гектаров, 17 из которых отведено под захоронения традиционным способом. Также предусматриваются захоронения колумбарного типа. Некрополь рассчитан на двадцать тысяч могил. Природный комплекс Алабушевский ивняк, расположенный в центре кладбища, разделяет территорию некрополя на две части.
Инфраструктура кладбища включает: административное здание у центрального входа кладбища, зал прощания, поминальные зал и беседки, морг, трупохранилище, крематорий, обмывочный цех, автостоянка на 200 мест.

## История
К 2003 году возник дефицит мест на московских кладбищах, поэтому правительство Москвы приняло решение о создании нового некрополя в промышленной зоне возле села Алабушево. Алабушевское кладбище строилось с 2003 по 2008 год, в качестве участка-прирезка к Троекуровскому и Перепечинскому, но было открыто только 1 октября 2012. По оценкам чиновников, запаса земли для захоронений должно хватить на 11-12 лет. Проект кладбища выполнен зеленоградским архитектурным бюро «Зелград-АМ». Колумбарий выполнен в форме круга. Фасады зданий и колумбарных стен сделаны из цветного облицовочного кирпича.
В 2011 году патриарх Московский и всея Руси Кирилл подал прошение о предоставлении земли для христианского погребения детей-сирот, оно было удовлетворено, в 2012 году Правительство Москвы выделило 0,45 га на Алабушевском кладбище. Прошение патриарха совпало с подписанием закона о запрете усыновления детей-сирот гражданами США, что вызвало бурную реакцию в СМИ, блогах и соцсетях.
В 2012 году в Зеленограде был запущен автобусный маршрут № 24 с конечной остановкой возле кладбища специально для его посетителей. Режим работы маршрута № 24 ориентирован на график работы кладбища.
В 2014 году началась процедура передачи земельного участка на кладбище православному приходу Никольского храма для строительства часовни.
С 2016 года в летний период на кладбище работает электромобиль для транспортировки маломобильных посетителей. В некрополе оказывают услуги по благоустройству и озеленению мест захоронения, а также по уходу за ними, установке памятников и надмогильных сооружений, прочие ритуальные услуги. В 2017-м на кладбище произвели первые ремонтные работы — заменили дорожное покрытие
.